# 里姆斯維爾 (堪薩斯州)
里姆斯維爾（英語：Reamsville）是位於美國堪薩斯州史密斯縣的一個非建制地區。

## 歷史
里姆斯維爾的郵政局於約1880年設立，直到1941年結束營運。

## 地理
里姆斯維爾所處的海拔為高於海平面578米（即1896英呎），而該地所採用的時區為UTC-6，即北美中部時區（CST）。同時該地設有夏令時間，為UTC-6調快一小時，即UTC-5（CDT）。